# Finnois
Cet article concerne la langue finnoise. Pour le peuple finnois, voir Finnois (peuple).
Le finnois (en finnois : suomi) est une langue finno-ougrienne, de la branche fennique de la famille des langues ouraliennes, utilisant l'alphabet latin.
Le finnois est parlé dans l'ensemble de la Finlande, à l'exclusion des îles Åland qui sont majoritairement suédophones. Il l'est également en Russie, dans la république autonome de Carélie, où il bénéficie d'un statut officiel. Le finnois compte au total 5 millions de locuteurs, il est la langue maternelle d'environ 91 % des Finlandais ; en Carélie russe, le nombre des locuteurs est d'environ 70 000.
Dans un ensemble de communes finlandaises localisées dans le sud-ouest et l'ouest du pays, essentiellement sur le rivage de la mer Baltique, il est parlé en concurrence avec le suédois, souvent majoritaire dans ces zones.

## Nom de la langue
Les dictionnaires retiennent que finnois désigne la langue, tandis que finlandais est l'adjectif référant à la Finlande et à ses habitants, certains notant que l'usage de finlandais pour la langue existe aussi de facto. La neuvième édition du Dictionnaire de l’Académie française donne les deux termes en préférant finnois.
La différence entre finnois et finlandais provient de l'histoire et des cultures de Finlande :
- le mot finnois s'applique à la langue et la culture des Finnois, une des peuplades qui ont progressivement occupé le territoire de la Finlande au cours des millénaires. On peut ainsi différencier sur les plans ethnologique, linguistique et historique d'une part les Samis, ou  Lapons, premiers occupants du territoire, d'autre part les Finnois, occupants subséquents qui ont progressivement refoulé les premiers vers le nord, et enfin les Suédois qui ont colonisé le sud-ouest de l'actuelle Finlande. Chacune de ces populations est imprégnée d'un substrat culturel spécifique, finno-ougrien pour les deux premières et indo-européen pour la troisième ;

- le terme finlandais s'applique pour sa part aux réalités de la Finlande moderne, née en tant que telle en 1917. Il y a donc des Finlandais qui parlent le finnois, d'autres qui parlent le suédois et d'autres encore qui parlent une langue same.

Dans la pratique, pour qui ne connaît pas la complexité de l'histoire finlandaise, cette distinction peut sembler artificielle. Le maintien de l'adjectif finnois permet cependant d'opérer une distinction capitale entre l'une des cultures composant l'identité nationale (le finnois) et la nationalité liée à l'État finlandais. Pour illustrer la complexité culturelle associée à ce problème de dénomination, il suffit de mentionner l'hymne national finlandais, Vårt Land – « Notre pays » en langue suédoise – écrit en suédois par Johan Ludvig Runeberg, que les Finlandais considèrent comme leur poète national alors qu'il est de culture et de langue suédoise et non finnoise.

## Histoire

### Préhistoire
Les langues fenniques font  partie des langues finno-ougriennes. Les théories actuelles supposent qu'existaient au moins trois proto-dialectes du proto-finnois ayant évolué ensemble vers le substrat du finnois moderne au cours du premier millénaire avant Jésus-Christ.

### Moyen Âge
Jusqu'au Moyen Âge, le finnois n'est qu'une langue orale. Même après, la langue des affaires était le moyen bas-allemand, la langue de l'administration le suédois, tandis que les actes de cultes se tenaient en latin, laissant ainsi peu de possibilités aux finnophones d'utiliser leur langue maternelle ailleurs qu'en famille.
Le premier exemple connu de finnois écrit remonte à cette période et se trouve dans un journal de voyage allemand daté d'environ 1450 : Mÿnna tachton gernast spuho somen gelen Emÿna daÿda (en finnois moderne : « Minä tahdon kernaasti puhua suomen kieltä, [mutta] en minä taida. », en français : « Je veux vraiment parler finnois, mais je n'en suis pas capable. »). D'après ce journal, un évêque finlandais, dont le nom est inconnu, serait l'auteur de cette phrase. Les erreurs de grammaire (usage impropre de l'accusatif gelen / kielen pour un partitif gelta / kieltä attendu dans ce contexte) et de syntaxe (absence de la conjonction mutta) font soupçonner un locuteur étranger ne maîtrisant pas complètement la grammaire du finnois, étant donné que les confusions entre les nombreux cas sont communes aux débutants. Le clergé de l'époque était constitué principalement de suédophones, ce qui peut expliquer ces erreurs.

### Mise par écrit de la langue

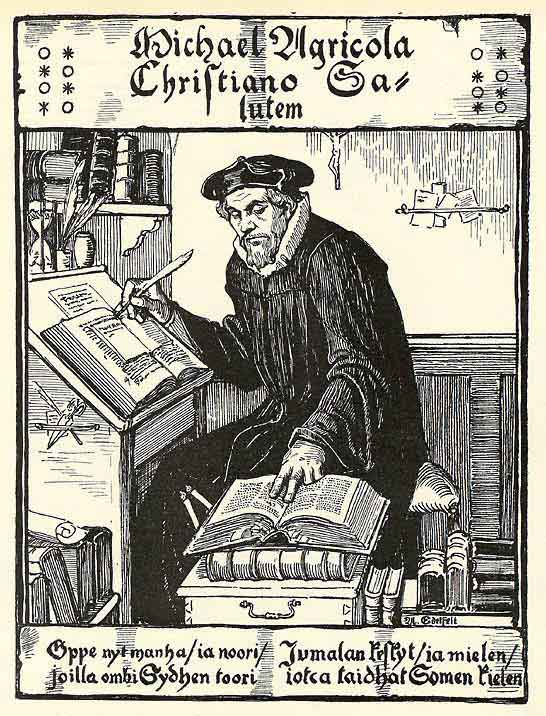
Mikael Agricola, dessin du XIXe siècle par Albert Edelfelt.

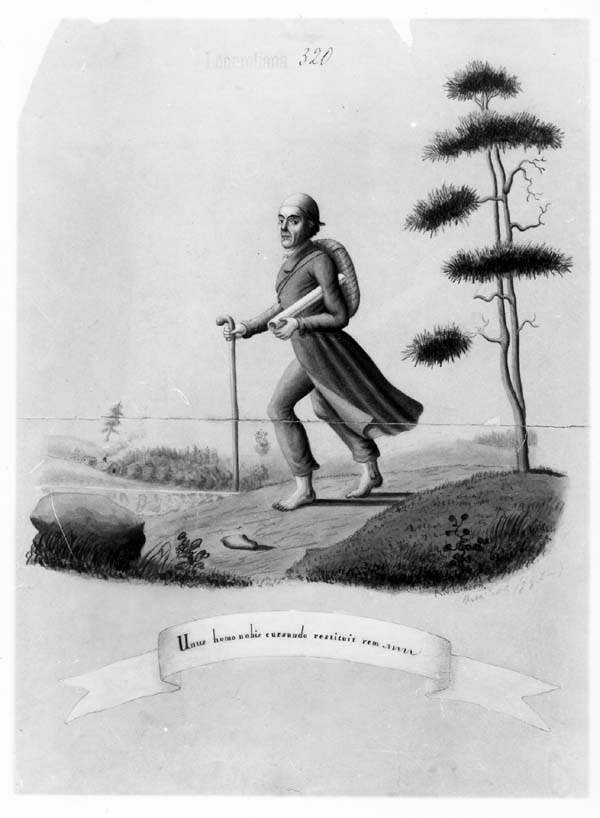
Elias Lönnrot d'après des caricatures du XIXe siècle – Lönnrot fait de nombreux voyages en Carélie où il recueille les traditions orales qu'il met ensuite en forme dans l'épopée nationale finlandaise qu'est le Kalevala.

Le premier système complet d'écriture de la langue est l'œuvre de Mikael Agricola, un prêtre finlandais du XVIe siècle. Il s'inspire de l'orthographe du suédois, de l'allemand  et du latin. Son objectif principal est la traduction de la Bible, mais il a pour cela besoin de définir les règles d'écriture et de morphologie, règles sur lesquelles le finnois moderne s'appuie toujours.
Agricola conçoit son système d'écriture en s'appuyant sur les dialectes de l'ouest de la Finlande, avec l'intention que chaque phonème soit représenté par une seule lettre. 
Mais Agricola rencontre plusieurs problèmes et n'atteint pas cette uniformité tant désirée. 
Ainsi, il utilise différents signes pour le même phonème, en fonction du contexte.
Par exemple, il utilise alternativement dh et d pour /ð/.
Plus tard, d'autres révisent son système afin d'atteindre une écriture phonémique uniforme. 
Au cours de ce processus, le finnois perd plusieurs de ses phonèmes. 
Par exemple /ð/ et /θ/ n'existent plus dans la langue standard, mais seulement dans certains dialectes. 
En définitive, l'écriture du finnois est aujourd'hui quasi parfaitement phonémique.

### Modernisation
Au XIXe siècle, Johan Vilhelm Snellman et d'autres insistèrent sur le besoin d'améliorer le statut du finnois : en effet, depuis le temps d'Agricola, le finnois écrit n'était utilisé que dans un contexte religieux. Le finnois n'était toujours pas une langue de culture. Mais le nationalisme qui commençait à se développer permettait désormais au finnois d'accéder à ce statut, dans la mesure où les mentalités y étaient prêtes, et réclamaient même ce changement. Des efforts considérables permirent d'améliorer le statut du finnois dans la société et de moderniser la langue, de sorte qu'à la fin du XIXe siècle le finnois était devenu langue d'administration et de culture, utilisée dans les journaux et dans l'enseignement, tout cela aux côtés du suédois. Par ailleurs, le XIXe siècle vit la naissance de la littérature d'expression finnoise, notamment grâce à Zacharias Topelius, Aleksis Kivi ou Elias Lönnrot.
C'est Elias Lönnrot qui apporta la contribution la plus remarquable. Son impact sur le développement du vocabulaire en finnois moderne fut particulièrement important. En plus de son travail de compilation du Kalevala, il servit d'arbitre dans les querelles entre les partisans des dialectes occidentaux ou orientaux comme base du finnois standard, assurant la prééminence aux dialectes de l'Ouest qu'Agricola avait déjà préférés, tandis que de nombreux mots des dialectes de l'Est firent leur entrée dans le vocabulaire et enrichirent ainsi considérablement la langue finnoise. Le premier roman écrit en finnois par un finnophone fut Les Sept frères publié par Aleksis Kivi en 1870.

## Alphabet finnois

### Ordre alphabétique et valeur des graphèmes
La transcription suit les usages de l'alphabet phonétique international.
| Graphème | Valeur phonémique | Note |
| -------- | ----------------- | --- |
| A, a     | /ɑ/               | Prononcé de la même façon que le â français (pour les locuteurs faisant une différence avec a).                                                                                           |
| B, b     | /b/               | Uniquement dans les mots d'emprunts. Encore souvent prononcé [p]. |
| C, c     | /k/, /s/          | Uniquement dans les mots d'emprunts. Prononcé différemment selon le mot. |
| D, d     | /d/               | |
| E, e     | /e/               | Prononcé comme un é français |
| F, f     | /f/               | Uniquement dans les mots d'emprunts. Encore souvent prononcé [ʋ]. |
| G, g     | /g/               | Dans les mots d'origine finlandaise, il est toujours associé à n pour former le groupe ng prononcé [ŋ]. Sinon, uniquement dans les mots d'emprunts où il est encore souvent prononcé [k]. |
| H, h     | /h/               | Toujours prononcé, jamais aspiré. |
| I, i     | /i/               | |
| J, j     | /j/               | Prononcé comme le y de mayonnaise |
| K, k     | /k/               | |
| L, l     | /l/               | |
| M, m     | /m/               | |
| N, n     | /n/               | |
| O, o     | /o/               | |
| P, p     | /p/               | |
| Q, q     | /k/               | Uniquement dans les mots d'emprunts. Il a été remplacé par k dans les mots de la langue finnoise.                                                                                         |
| R, r     | /r/               | Toujours roulé. |
| S, s     | /s/               | Toujours dur, comme dans le mot « sept», même entouré par des voyelles. |
| T, t     | /t/               | |
| U, u     | /u/               | Prononcé comme le ou français |
| V, v     | /ʋ/               | Son proche du /v/ français mais moins vibrant. |
| X, x     | /ks/              | Uniquement dans les mots d'emprunts. Il a été remplacé par ks dans les mots de la langue finnoise.                                                                                        |
| Y, y     | /y/               | Prononcé comme le u français. |
| Z, z     | /ts/              | Uniquement dans les mots d'emprunt. |
| Å, å     | /oː/              | Représente un o long. Uniquement dans les mots d'origine suédoise et certains noms propres.                                                                                               |
| Ä, ä     | /æ/               | Ouvert, comme a dans patte ou le mot à. |
| Ö, ö     | /ø/               | Prononcé comme eu de peu. |

Les lettres Å, Ä et Ö sont considérées comme des lettres à part entière de l'alphabet, venant après Z dans l'ordre alphabétique. Dans un dictionnaire, on trouvera donc dans l'ordre : paahto, paini, puu, pytty, päin, pää, pöllö.
À l'inverse, Š (š) et Ž (ž) sont considérés comme des variantes de S et de Z. Ils sont utilisés en finnois pour transcrire [ʃ] (ch français) et [ʒ] (j français) respectivement. Ils n'apparaissent que dans certains mots d'emprunts, des transcriptions de noms propres ou encore certains noms de pays tels qu'Azerbaidžan (Azerbaïdjan) ou Fidži (Fidji). De plus, ils sont souvent transcrits comme Sh et Zh.
À noter également : l'assimilation du W au V. Ainsi, dans l'ordre alphabétique, le W est classé comme V.
Un signe double correspond à une voyelle longue ou à une consonne géminée : tuuli /tuːli/, takka /takːa/, tyytymättömyys /tyːtymætˈtømyːs/, etc. 
Le finnois standard (hors variations régionales) fait partie des langues qui se prononcent comme elles s'écrivent et s'écrivent comme elles se prononcent, autrement dit le système graphique du finnois est quasiment à 100 % la représentation des réalisations phoniques. Il est ainsi très facile d'apprendre à lire le finnois (cela concerne du reste aussi les enfants finnophones qui apprennent à lire bien plus facilement que les jeunes anglophones et francophones).

## Grammaire

### Morphologie

#### Harmonie vocalique

Diagramme de Venn du système d'harmonie vocalique du finnois. Les voyelles d'avant sont en bleu, les neutres en vert celles d'arrière en jaune.

De même que le turc, le mongol, le coréen et le hongrois, le finnois a systématisé l'harmonie vocalique.
Les voyelles se répartissent en trois séries : 
- les voyelles d'avant : ä ö y [æ/ø/y] ;
- les voyelles d'arrière : a o u [ɑ/o/u] ;
- les voyelles neutres : e i [e/i].

Les deux premières séries ne peuvent pas se mélanger au sein d'un mot donné, mais les voyelles e et i sont neutres, c'est-à-dire qu'elles peuvent se combiner avec toutes les autres voyelles : kuolematon, säilöminen, tyytymättömyys, etc. Les désinences ou les suffixes ont ainsi deux formes, selon que le mot contient des voyelles d'arrière ou d'avant : talossa (dans la maison), mais metsässä (dans la forêt), ei sinullekaan (à toi non plus) mais en minäkään (moi non plus), kuolematon (immortel) mais tyytymätön (mécontent).
Les mots composés peuvent combiner des mots à voyelles d'avant et des mots à voyelles d'arrière : syntymätodistus (syntymä + todistus), le timbre de la voyelle désinentielle dépendant dans ce cas du dernier élément : syntymätodistuksessa. Dans certains cas, un certain flottement règne chez les locuteurs finnophones eux-mêmes (kilometria vs kilometriä) et les dictionnaires donnent parfois le timbre de la voyelle de déclinaison.

#### Caractère agglutinant
Le finnois  emploie souvent des suffixes là où d'autres langues emploient plus volontiers des déterminants et des prépositions ;  c'est ce qui a conduit à décrire  le finnois comme une langue agglutinante.
Une des manifestations du caractère agglutinant du finnois est l'abondance relative des cas de la déclinaison : il y a ainsi 15 cas officiellement recensés, et 12 supplémentaires qui ne sont utilisés que pour un nombre limité de mots afin de produire des adverbes. Parmi les 15 cas principaux, les cas indiquant le sujet et l'objet, nominatif (nominatiivi), génitif (genetiivi), accusatif (akkusatiivi) et partitif (partitiivi) représentent, comme on peut s'y attendre, environ 70 % des formes du nom. 
Le caractère agglutinant du finnois ne se limite ni aux « cas » ni aux mots composés. D'autres éléments grammaticaux prennent logiquement leur place à la suite du radical et ce dans un ordre immuable. Par exemple, la forme taloissani « dans mes maisons » peut se segmenter de la façon suivante : talo « maison » + i marque du pluriel + ssa marque du cas inessif (« dans ») + ni suffixe indiquant un possesseur de première personne du singulier (« mon, ma, mes »), la forme « uidessani » « pendant que je nage » est construite sur uida « nager » et -ssa et -ni comme précédemment (littéralement "dans mon nager").
L'ordre canonique des constituants d'un mot est ainsi : 
- pour un nom : thème + marque du pluriel (éventuellement) + désinence du cas + suffixe possessif (éventuellement) + particules enclitiques (éventuellement) ;
- pour un pronom : thème + marque du pluriel (éventuellement) + désinence du cas + particules enclitiques (éventuellement) ;
- pour un adjectif : thème + marque du comparatif ou du superlatif (éventuellement) + marque du pluriel (éventuellement) + désinence du cas + particules enclitiques (éventuellement) ;
- pour un verbe : pour les formes infinitives : thème + marque infinitive + désinence de cas + suffixe possessif (généralement obligatoire) + particules enclitiques (éventuellement). Pour les formes non infinitives : thème + marque de temps ou de mode + désinence personnelle + particules enclitiques (éventuellement).

#### Alternance consonantique
Le finnois se caractérise également par un phénomène d'alternance consonantique dans la déclinaison et la conjugaison. Certains groupes de consonnes faisant intervenir les occlusives p, k, et t, existent à deux degrés, dits « fort » et « faible », qui apparaissent en dernière syllabe du thème du mot. Historiquement, le degré faible était utilisé au début d’une syllabe fermée, mais il existe aujourd’hui quelques exceptions, par exemple les suffixes possessifs utilisés avec le nominatif singulier ne provoquent pas le passage au degré faible: on dit poikamme (notre fils), et non *pojamme.
Lorsque l’alternance consonantique s’applique à un nom ou adjectif, les deux degrés se trouvent le plus souvent dans le nominatif et le génitif singuliers de celui-ci. Si le nominatif se termine par une syllabe ouverte, il est au degré fort alors que le génitif est au degré faible. Si le nominatif se termine au contraire par une syllabe fermée, il est au degré faible alors que le génitif est au degré fort, et la forme du nominatif singulier subit d’autres modifications pour construire le thème de déclinaison dans ce cas. La plupart des mots se terminant par e sont prononcés avec un coup de glotte à la fin et se terminent donc par une syllabe fermée. Par exemple le groupe kk (fort) alterne avec k (faible), de sorte que kukka (fleur) devient kukan au génitif, nukke (poupée) devient nuken, mais liukas (glissant) devient liukkaan, et nimike (titre) devient nimikkeen au génitif. Ce qui précède est cependant très simplifié car pour certains mots le thème de déclinaison utilise une consonne qui n’est pas présente au nominatif singulier. Par exemple käsi (main) a un thème fort en käte-, au degré faible käde-, et kolmas (troisième) a pour thème kolmante-, degré faible kolmanne-.
L'alternance, ou gradation, peut être quantitative (une consonne géminée alterne avec une consonne simple, comme pp : p  présenté ci-dessus), ou qualitative (la consonne change de qualité, comme p : v dans apu (l'aide) / avulla (à l'aide de)).
Le tableau ci-dessous présente les paires de consonnes dans les degrés fort et faible, de part et d'autre du signe « : ». Voir des exemples à l'article Alternance consonantique.
| Gradation quantitative | Gradation quantitative | Gradation quantitative | Gradation quantitative |
| ---------------------- | ---------------------- | ---------------------- | ---------------------- |
| 1                      | pp : p                 | tt : t                 | kk : k                 |
| 2                      | mpp : mp               | ntt : nt               | ŋkk : ŋk               |
| 3                      | lpp : lp               | ltt : lt               | lkk : lk               |
| 4                      | rpp : rp               | rtt : rt               | rkk : rk               |
| 5                      | bb : b                 |                        | gg : g                 |
| Gradation qualitative  |                        |                        |                        |
| 6                      | mp : mm                | nt : nn                | ŋk : ŋŋ                |
| 7                      | lp : lv                | lt : ll                | lk : l ~ lj            |
| 8                      | rp : rv                | rt : rr                | rk : r ~ rj            |
| 9                      |                        | ht : hd                | hk : h ~ hj            |
| 10                     | p : v                  | t : d                  | k : – (~ v)            |

#### Thèmes
Les flexions, déclinaison et conjugaison, se construisent à partir de radicaux appelés « thèmes ». Un mot (nom, adjectif ou verbe) possède toujours un thème vocalique, certains mots également un thème consonantique utilisé au nominatif (forme du mot trouvée dans le dictionnaire) et au partitif. Pour conjuguer les verbes et décliner les noms ou adjectifs, il faut connaître :
- le thème du mot (qui s'apprend par le lexique ; le plus souvent, les noms ont un seul thème, et, parmi les verbes, il est le plus souvent possible de déduire le thème à partir de l’infinitif) ;
- les règles concernant les modifications des voyelles en contact avec le i du pluriel, du prétérit, du conditionnel, et du comparatif et du superlatif pour les adjectifs et les adverbes ;
- les règles de l'alternance consonantique.

Ces règles font sentir leur effet simultanément, et peuvent déboucher sur des « modèles » de déclinaisons qui semblent différents, bien qu'il n'y ait qu'un seul modèle de déclinaison : le finnois est en effet une langue très régulière.
Il y a très peu de verbes irréguliers en finnois : les 3e personnes de l’indicatif du verbe olla « être » sont irrégulières, et le radical du mode potentiel — voir ci-dessous — de ce verbe est différent du radical régulier, mais il se conjugue cependant régulièrement. Une poignée d’autres verbes ont des changements de consonnes que l’on ne peut pas déduire de l’infinitif, par exemple tehdä « faire », nähdä « voir », juosta « courir ». C'est l'application simultanée de plusieurs mécanismes (parmi lesquels on peut mentionner également les effets d'une occlusive glottale fantôme dans la conjugaison de certains verbes), qui peut donner une impression de complexité. Il faut tout de même préciser qu'il est toujours utile d'apprendre le génitif et le partitif de chaque mot pour savoir le décliner correctement ainsi que le présent et le prétérit des verbes pour les conjuguer.

#### Déclinaison
Les « cas » du finnois ne sont pas assimilables aux cas du latin ou du grec ancien et s'apparentent plutôt à de simples suffixes porteurs de sens. En effet il n'existe en général qu'une seule terminaison possible par cas (exception faite du génitif pluriel ou du partitif qui peuvent avoir plusieurs terminaisons). 
Les désinences casuelles ne sont pas seulement ajoutées au mot tel quel, mais à son thème de déclinaison, qui peut différer de la forme nominative qu'on trouve dans le dictionnaire (ainsi le thème de soitin (l'instrument de musique) est soittime-). Il existe des règles permettant de déduire le thème à partir du mot pour la majorité des types de mots. 
De plus, le thème peut subir des transformations internes avant de se voir greffer la terminaison du cas : 
- certaines terminaisons déclenchent ainsi l'alternance consonantique (puku (costume) devient puvun au génitif) ;
- le suffixe de pluriel i qui s'insère avant la désinence peut ainsi provoquer des modifications de la dernière voyelle du mot : kissa (chat) fait ainsi kissoja (des chats, partitif pluriel).

Il est à noter que le finnois n'a pas d'article, et pas de genre. Les adjectifs (épithètes, démonstratifs, et indéfinis) ne s'accordent ainsi qu'en nombre et cas avec le nom qu'ils qualifient. Le pronom de troisième personne hän signifie aussi bien « il » que « elle ».
Notons que l’accusatif est particulier puisque seuls les pronoms personnels et le pronom kuka ont une forme morphologicalement distincte pour ce cas. Pour tous les autres noms, pronoms et adjectifs, la forme utilisée lorsque l’on parle d’« accusatif » (par exemple dans la section sur la télicité plus bas) est identique soit au nominatif, soit au génitif. Au pluriel c’est toujours le nominatif. Au singulier la forme dépend de la syntaxe de la phrase : le nominatif est utilisé quand la construction de la phrase ne permet pas la présence d’un sujet au nominatif, par exemple dans les phrases au passif, à l’infinitif, aux premières et deuxièmes personnes de l’impératif, dans les constructions impersonnelles telles que Minun täytyy ostaa kirja (je dois acheter un livre). Sinon c’est le génitif qui est utilisé. Certaines grammaires utilisent le terme d’« accusatif » pour toutes ces formes, comme on le fait ici, en précisant « nominatif-accusatif » ou « génitif-accusatif » quand nécessaire. D’autres considèrent que l’accusatif ne concerne que les pronoms pour lesquels il a une forme distincte et que les autres formes sont au nominatif ou au génitif.
Liste des 15 cas officiels. Les traductions données dans la colonne « sens » ne sont bien sûr que des exemples de traduction possible dans certains cas et ne correspondent pas à tous les usages. Par exemple pidän tytöstä, où tyttö est à l’élatif, signifie « j’aime bien la fille », et tytön pitää tulla, où tyttö est au génitif, signifie « la fille doit venir ».
| Nom du cas | Désinences                                                                                 | Exemple     | Sens                                      | Remarque |
| ---------- | ------------------------------------------------------------------------------------------ | ----------- | ----------------------------------------- | --- |
| Nominatif  | - (singulier) t (pluriel)                                                                  | tyttö tytöt | fille filles                              | Le finnois n'a pas d'articles : on peut traduire par fille, une fille, la fille (au singulier), ou filles, des filles, les filles (au pluriel). Cette remarque vaut pour tout le tableau.                                             |
| Génitif    | n (singulier) en, den, tten, ten, in (pluriel)                                             | tytön       | de la fille / d'une fille                 | |
| Partitif   | a/ä, ta/tä, tta/ttä (singulier) a/ä, ta/tä (pluriel)                                       | tyttöä      | (de la) fille                             | |
| Accusatif  | t                                                                                          | minut       | moi (complément d'objet direct total)     | Cas du complément d'objet total au lieu du génitif, seulement pour les pronoms personnels. |
| Essif      | na/nä                                                                                      | tyttönä     | en tant que fille                         | |
| Translatif | ksi                                                                                        | tytöksi     | en fille                                  | |
| Inessif    | ssa/ssä                                                                                    | tytössä     | dans la fille (statique)                  | Ces trois cas forment les cas locaux internes. |
| Élatif     | sta/stä                                                                                    | tytöstä     | depuis la fille                           | Ces trois cas forment les cas locaux internes. |
| Illatif    | Vn, hVn, seen (V désigne la dernière voyelle du thème) (singulier) hin, siin, in (pluriel) | tyttöön     | dans la fille (dynamique)                 | Ces trois cas forment les cas locaux internes. |
| Adessif    | lla/llä                                                                                    | tytöllä     | auprès de la fille, à la fille (statique) | Ces trois cas forment les cas locaux externes. |
| Ablatif    | lta/ltä                                                                                    | tytöltä     | d'auprès de la fille                      | Ces trois cas forment les cas locaux externes. |
| Allatif    | lle                                                                                        | tytölle     | vers la fille, à la fille (dynamique)     | Ces trois cas forment les cas locaux externes. |
| Abessif    | tta/ttä                                                                                    | tytöttä     | sans fille                                | Rare. |
| Comitatif  | ine                                                                                        | tyttöineni  | avec ma/mes fille(s)                      | Rare. Seule la forme plurielle est utilisée mais le sens peut être singulier ou pluriel. Il faut impérativement ajouter un suffixe possessif à cette forme : la forme proposée contient le suffixe possessif ni équivalent à "mon/ma" |
| Instructif | in                                                                                         | tytöin      |                                           | Rare. Ce cas n'existe qu'au pluriel. |

Les cas dits « adverbiaux » qui s'utilisent avec un nombre réduit de mots, afin de produire des adverbes :
| Nom du cas           | Désinence      | Exemple                    | Sens                                                               | Remarque                                                                                  |
| -------------------- | -------------- | -------------------------- | ------------------------------------------------------------------ | ----------------------------------------------------------------------------------------- |
| Superessif           | alla/ällä      | täällä kaikkialla          | ici (statique) partout (statique)                                  |                                                                                           |
| Délatif              | alta/ältä      | täältä kaikkialta          | depuis ici depuis partout                                          |                                                                                           |
| Sublatif             | alle/älle, nne | kaikkialle tänne           | (vers) partout vers ici                                            |                                                                                           |
| Latif                | s              | alas alemmas               | en bas, vers le bas (dynamique) (vers) plus bas                    | Utilisé avec un petit nombre d’adverbes et de comparatifs.                                |
| Temporel             | lloin/llöin    | tällöin jolloin            | à ce moment-là quand (relatif)                                     | Utilisé avec un petit nombre de pronoms                                                   |
| Causatif             | ten            | miten useimmiten           | comment (interrogatif) généralement, le plus souvent               |                                                                                           |
| Multiplicatif        | sti            | kolmesti                   | trois fois                                                         |                                                                                           |
| Distributif          | ttain/ttäin    | kimpuittain kunnnittain    | par bouquets, par bottes par commune                               |                                                                                           |
| Distributif temporel | sin            | maanantaisin               | chaque lundi                                                       |                                                                                           |
| Prolatif             | tse            | alitse postitse maanteitse | par en dessous (dynamique) par courrier par des chemins terrestres |                                                                                           |
| Situatif             | kkain/kkäin    | vierekkäin peräkkäin       | côte à côte, en ligne l'un à la suite de l'autre                   | Sur le thème viere- : vieressä (à côté de (statique)), viereen (à côté de (dynamique))... |
| Oppositif            | tusten/tysten  | kasvotusten                | face à face (adverbe)                                              | Sur kasvot (le visage)                                                                    |

#### Conjugaison
Le finnois connaît les modes et temps suivants :
- indicatif, au présent et imparfait (temps simples), parfait et plus-que-parfait (temps composés) ;
- conditionnel, au présent (simple) et au parfait (composé) ;
- potentiel, au présent (simple) et au parfait (composé) ;
- impératif, au présent (simple) et au parfait (composé) ;
- participe, présent actif, présent passif, passé actif, passé passif, et un participe dit « agent » équivalent au participe passé passif mais permettant de spécifier l'agent de l'action ;
- infinitif, qui existe sous 6 formes : il ne s'agit pas vraiment d'infinitifs, mais de formes nominalisées du verbe, qui se déclinent en cas mais pas en nombre, et servent à exprimer la concomitance, le but, le fait d'être sur le point d'accomplir une action...

On remarque qu'il n'existe pas de futur morphologique en finnois. Tous ces modes (sauf certains participes) ont un sens actif. Le finnois a de plus une voix passive dans tous les modes et temps, mais c'est un faux passif, au sens où il est impersonnel (il n'existe qu'une seule personne) et il ne permet pas de spécifier l'agent. Il est ainsi plutôt équivalent au «on» français : sanotaan il est dit, on dit.
Le finnois conjugue selon les 3 personnes aux deux nombres. Les désinences personnelles (communes à tous les temps et modes) sont ainsi :
| Nombre    | Personne | Désinence                                                   |
| --------- | -------- | ----------------------------------------------------------- |
| Singulier | 1re      | -n                                                          |
| Singulier | 2e       | -t                                                          |
| Singulier | 3e       | -V (allongement de la voyelle du thème) ou aucune désinence |
| Pluriel   | 1re      | -mme                                                        |
| Pluriel   | 2e       | -tte                                                        |
| Pluriel   | 3e       | -vat/-vät                                                   |

Le pronom personnel est optionnel, sauf aux 3es personnes où il est obligatoire s'il n'y a pas de sujet exprimé.
Le finnois présente la particularité d'avoir un auxiliaire négatif : il s'agit d'un verbe sans infinitif qui se conjugue aux différentes personnes pour former la négation du verbe, en s'associant à une forme du verbe appelée « connégatif » qui ne porte pas de marque personnelle mais seulement une marque de temps et de mode. Ainsi, sur sanoa (dire), on a (minä) sanon, (sinä) sanot, hän sanoo (je dis, tu dis, il/elle dit), et (minä) en sano, (sinä) et sano, hän ei sano (je ne dis pas, tu ne dis pas, il/elle ne dit pas). L'auxiliaire négatif a des formes spéciales à l'impératif.

### Syntaxe
Sur un plan général, et bien que le finnois ne soit pas une langue indo-européenne, dans l'ensemble la structure syntaxique est similaire à celle des autres langues d'Europe.
- L'ordre des mots est habituellement SVO (sujet-verbe-objet), comme en français, et l'information nouvelle se trouve à la fin du groupe syntaxique (comme en français). Comparer :
  - Huomenna käyn postissa : Demain je vais à la poste
  - Käyn postissa huomenna : Je vais à la poste demain
- La présence de désinences permet en principe de placer par exemple l'objet librement dans la phrase, mais l'ordre des mots est loin d'être libre. Là où le finnois utilise une inversion, le français, par exemple, utilise la dislocation (langue parlée) ou le passif :
  - Talon ostivat hänen vanhempansa : La maison, ce sont ses parents qui l'ont achetée ; La maison a été achetée par ses parents.

Parmi les particularités du finnois, on peut mentionner les faits suivants :
- L'absence d'article.
- L'absence de verbe avoir. La possession est exprimée par une périphrase « à/sur possesseur » + verbe être + « possédé » : Minulla on kirja J'ai un livre (littéralement : À moi / sur moi est un livre). Aux temps composés de la conjugaison, l'auxiliaire est toujours le verbe olla (être).
- Les prépositions ou postpositions peuvent prendre des suffixes possessifs : takana « derrière » (position) > takanani, takanasi « derrière moi, derrière toi », etc. Elles se déclinent aussi en fonction du mouvement et de la position. Ainsi alla « sous » prend trois formes où on retrouve les trois cas « externes » : Pöydän alle : (quand on va) sous la table ; Pöydän alla : (quand on se trouve) sous la table ; Pöydän alta : (quand on vient de) sous la table ; (et même : Pöydän alitse : (quand on passe, traverse) sous la table.). Ces mécanismes peuvent se combiner : ainsi, aux côtés de takana existent takaa (depuis derrière) et taakse (vers derrière) qui donneront taakseni (derrière moi : Tule piiloutumaan takseni ! Viens te cacher derrière moi !) ou takaasi (derrière toi : Savua nousee taaksesi. De derrière toi sort de la fumée.)

- la forme interrogative dans l'interrogation totale (réponse oui/non) se réalise par adjonction d'une particule -ko/-kö (en fonction de l'harmonie vocalique) au mot de la phrase sur lequel porte la question. Le mot auquel cette particule est ajoutée est déplacé au début de la phrase, le reste de la phrase étant inchangé. Lorsque la particule est adjointe au verbe, le sens obtenu est le même que celui obtenu par inversion du sujet en français, cependant le finnois peut utiliser cette particule de manière très souple, car on peut l'adjoindre à tout mot sur lequel on veut faire porter l'interrogation : le verbe, le sujet, l'objet, un adverbe, etc. Par exemple dans la phrase hän osti sen eilen = il / a acheté / le / hier (il l'a acheté hier), on peut adjoindre la particule à chacun des mots, en fonction du sens de la question :
  - Hän osti sen eilen. Il l'a acheté hier. →
  - Ostiko hän sen eilen ? Est-ce qu'il l'a acheté hier ? L’a-t-il acheté hier ?
  - Hänkö osti sen eilen ? Est-ce lui qui l'a acheté hier ?
  - Senkö hän osti eilen ? Est-ce ça qu'il a acheté hier ?
  - Eilenkö hän osti sen ? Est-ce hier qu'il l'a acheté ?
- L'interrogation partielle (qui ?, que ?, quoi ?, comment ? etc.) se construit simplement en ajoutant le mot interrogatif en début de phrase. Exemple : Mistä tulet? « D'où viens-tu ? » se construit à partir de tulet « tu viens ». Le mot interrogatif est dans la plupart des cas construit par « déclinaison » du même thème : Mi-stä « D'où», Mi-hin « (vers) où », « Mi-ssä »  « (dans) où», « Mi-ksi »  « (dans) où », « Mi-lloin » « quand », « Mi-ksi » « pourquoi », etc.

#### L'expression de la télicité
Une des particularités du finnois est qu'il distingue les actions téliques et atéliques, autrement dit les actions considérées comme complètes, achevées, de celles qui ne le sont pas. Cette distinction est exprimée non par le verbe mais par le cas utilisé pour le complément d’objet. On oppose ainsi un cas d'objet total (l’accusatif) exprimant la télicité de l'action, et un cas d'objet partiel (le partitif) pour l’atélicité. Cette terminologie est trompeuse, le terme de partiel n’exprimant pas une partie de quelque chose, pas plus d’ailleurs que celui de partitif. On peut opposer ainsi :
- Hän rakentaa taloa Il construit/est en train de construire une/la maison. (cas partitif, action en cours)
- Hän rakentaa talon Il construira une/la maison. (cas accusatif-génitif : l'action est envisagée dans sa totalité, comme accomplie, le verbe au présent a donc un sens futur).

Ou encore, avec le verbe ampua tirer (avec une arme à feu) :
- Ammuin karhun. J'ai tué un ours au fusil. (Accusatif-génitif, objet total : j'ai tiré sur l'ours, et l'action est complète, je l'ai tué.)
- Ammuin karhua. J'ai blessé un ours / J'ai manqué un ours (Partitif, objet partiel : j'ai tiré sur l'ours, mais l'action est incomplète, l'ours est blessé, ou bien j'ai manqué mon coup et il s'est enfui.)

Le caractère télique ou non de l’action dépend de critères sémantiques (donc lexicaux, donc arbitraires, un processus vu comme télique en finnois n'étant pas forcément senti comme tel dans une autre langue) et de nombreux cas d'analogie, de lexicalisation, etc. viennent en contrecarrer le fonctionnement. C'est ainsi que seuls les finnophones maîtrisent cette alternance (avec parfois des divergences entre les locuteurs), les suédophones de la minorité suédoise de Finlande étant réputés pour leurs « fautes d'objet » quand ils parlent finnois.
Certains verbes ont une signification différente selon le cas utilisé pour l’objet. Par exemple, näen hänet, où l’objet est à l’accusatif, signifie je le/la vois au sens de percevoir visuellement, et näen häntä, avec un objet au partitif, signifie également je le/la vois mais cette fois dans le sens de fréquenter ou avoir une relation amoureuse.
Dans les phrases négatives, l'objet est systématiquement au partitif puisque si l’action n’a pas lieu elle ne peut pas être achevée et est donc atélique : Hän ei rakenna taloa. Il ne construit pas/n'est pas en train de construire/ne construira pas la maison/de maison.